# Mauricio Pellegrino
Mauricio Andrés Pellegrino, född den 5 oktober 1971 i Leones, Argentina, är en före detta professionell fotbollsspelare. Under 1990-talet var Pellegrino en viktig del av "den gyllene generationen" i Buenos Aires-klubben Velez Sarsfield.
Efter att ha representerat Vélez Sársfield under åtta år flyttade Pellegrino till Europa och spanska FC Barcelona 1998. Nästkommande säsong flyttade han dock vidare till Valencia där han kom att bilda mittbackspar med Roberto Ayala. Under sin tid i Valencia vann han två ligatitlar och en Uefacupen-titel. Pellegrino deltog även i två Champions League-finaler men förlorade båda (mot Real Madrid 2000 och mot Bayern München 2001.) Han missade den avgörande straffen i finalen mot Bayern München.
Under sin sista tid i Valencia fick Pellegrino inte mycket speltid av tränaren Claudio Ranieri. I januari 2005 gick han gratis till Liverpool och skrev på ett halvårskontrakt med klubben som tränades av Pellegrinos tidigare tränare i Valencia, Rafael Benitez. Övergången innebar att Pellegrino blev den första argentinska spelaren någonsin i Liverpool. Han hade dock svårt att ta en plats i laget och tilläts vid säsongens slut flytta till Alavés. 
Han påbörjade sin tränarkarriär som tränare för ett av Valencias juniorlag innan Rafael Benitez tog honom tillbaka till Liverpool som hjälptränare den 30 juni 2008.
Mauricio Pellegrino blev den 7 maj 2012 officiell tränare för den spanska fotbollsklubben Valencia CF.

## Meriter
Vélez Sársfield
- Ligasegrare: 1993, 1996, 1998
- Apertura: 1995
- Copa Libertadores: 1994
- Interkontinentala cupen: 1994
- Copa Interamericana: 1995
- Supercopa Sudamericana: 1996
- Recopa Sudamericana: 1997

Barcelona
- La Liga: 1999

Valencia
- La Liga: 2002, 2004
- Supercopa de España: 1999
- Uefacupen: 2004
- Europeiska supercupen: 2004

Liverpool
- Uefa Champions League: 2005